# Walther Paravicini
Walther Dietrich Paravicini (* 22. September 1976 in Boulogne-Billancourt) ist ein deutscher Mathematikdidaktiker.

## Leben
Nach dem Studium der Mathematik, Volkswirtschaftslehre und Sinologie in Kiel und Cambridge erwarb er 2003 das Diplom in Mathematik in Kiel und 2007 die Promotion bei Siegfried Echterhoff und Joachim Cuntz in Mathematik (Banachalgebren) an der Universität Münster. Von 2016 bis 2018 war er Professor für Mathematik und ihre Didaktik in Göttingen. Seit 2018 ist er Professor für Mathematik und ihre Didaktik in Tübingen.